# Paugussett State Forest
Paugussett State Forest ist ein State Forest im US-Bundesstaat Connecticut auf dem Gebiet der Gemeinde Newtown. Er besteht aus zwei getrennten Arealen an Stauseen des Housatonic River.
Der obere (nordwestliche) Teil des Forsts umfasst ca. 320 ha (800 acres) am Westufer des Lake Lillinonah. Er bietet Möglichkeiten, Boot zu fahren und zu wandern auf dem blue-blazed Lillinonah Trail. Am gegenüberliegenden Ufer befindet sich der George Waldo State Park. Der untere (südöstlich gelegene) Block umfasst ca. 490 ha (1200 acres) am Westufer des Lake Zoar. Wandermöglichkeiten bietet hier der Zoar Trail. Auf dem gegenüberliegenden Ufer liegen Kettletown State Park und Jackson Cove Town Park.